# Lu Xun (écrivain)
Pour les articles homonymes, voir Lu Xun.
Œuvres principales
- Le Journal d'un fou (nouvelle, 1918)
- La Véritable Histoire de Ah Q (nouvelle, 1921)
- La Mauvaise Herbe (poèmes en prose, 1927)

Compléments
Dans ce nom chinois, le nom de famille, Lu, précède le nom personnel.
Lu Xun (chinois simplifié : 鲁迅 ; chinois traditionnel : 魯迅 ; pinyin : Lǔ Xùn ; Wade : Lu Hsün ; EFEO : Lou Siun, aussi orthographié Luxun ou Lou Sin), de son vrai nom Zhou Shuren (周树人 / 周樹人, Zhōu Shùrén, Wade : Chou Shu-jen), né le 25 septembre 1881 à Shaoxing, province de Zhejiang, et mort le 19 octobre 1936 à Shanghai, est un écrivain chinois, l’un des « fondateurs de la littérature chinoise contemporaine ».

## Biographie

### Une enfance traditionnelle
Lu Xun naît dans une famille de lettrés sur le déclin. Si son grand-père, Zhou Fuqin (1838-1904), passe avec succès le plus haut degré des examens impériaux et obtient une place d'étudiant à l’Académie impériale de Hanlin de la dynastie des Qing, sa carrière de fonctionnaire reste médiocre. Son père, Zhou Boyi, né en 1861, échoue aux examens provinciaux et, sans emploi à la fin de sa vie, tire ses revenus de la location des terres familiales.
Lu Xun est l'aîné de trois frères : Lu Xun, de son vrai nom Zhou Shuren, est né en 1881, Zhou Zuoren en 1885, et Zhou Jianren (en) en 1888. Avant l'âge d'un an, il reçoit, conformément à la tradition, un prénom bouddhique, Changgeng, « dont j'ai affublé le bon-à-rien de ma nouvelle Au cabaret ».
Enfant, Lu Xun est élevé par une gouvernante, Ah Chang. Il découvre légendes et histoires populaires par son intermédiaire. « Elle me racontait souvent des histoires sur les Longs-Cheveux. Et les Longs-Cheveux qu'elle me décrivait, ce n'était pas seulement les troupes de Hong Xiuquan, mais ils comprenaient tous les brigands et tous les révoltés apparus plus tard ». C'est elle qui lui offre le premier livre qu'il possède, une édition illustrée du Livre des monts et des mers. Les représentations de monstres de l'ouvrage l'impressionnent fortement. Il collectionne alors les éditions illustrées de classiques. Les représentations théâtrales données à l'occasion de fêtes sont une autre source de son intérêt pour la culture populaire. Il évoque dans plusieurs textes les esprits et démons qui ont marqué son enfance : Wu Chang, le Serpent-Femme, la Femme-pendue…
Lu Xun commence son éducation à l'âge de six ans dans une école primaire, et à onze ans, il entre dans une école privée, le « Cabinet de travail aux trois senteurs ». Il reçoit dans ces deux écoles une éducation traditionnelle, basée surtout sur les Entretiens de Confucius et le Classique des vers au primaire, puis les Quatre Livres et les Cinq Classiques aux « Trois Senteurs ». Mais, l'année suivante, son grand-père est impliqué dans un trafic d’influence et condamné à la décapitation. Emprisonné, Zhou Fuqin est gracié en 1901. Son père, devenu dépressif, alcoolique et opiomane, tombe malade, atteint d'hydropisie et décède deux ans plus tard, en 1896. Lu Xun conserve de cette période le souvenir de médecins traditionnels ignorants et cupides. L'emprisonnement du grand-père et la maladie du père ont en outre considérablement appauvri la famille.

### La découverte des idées occidentales

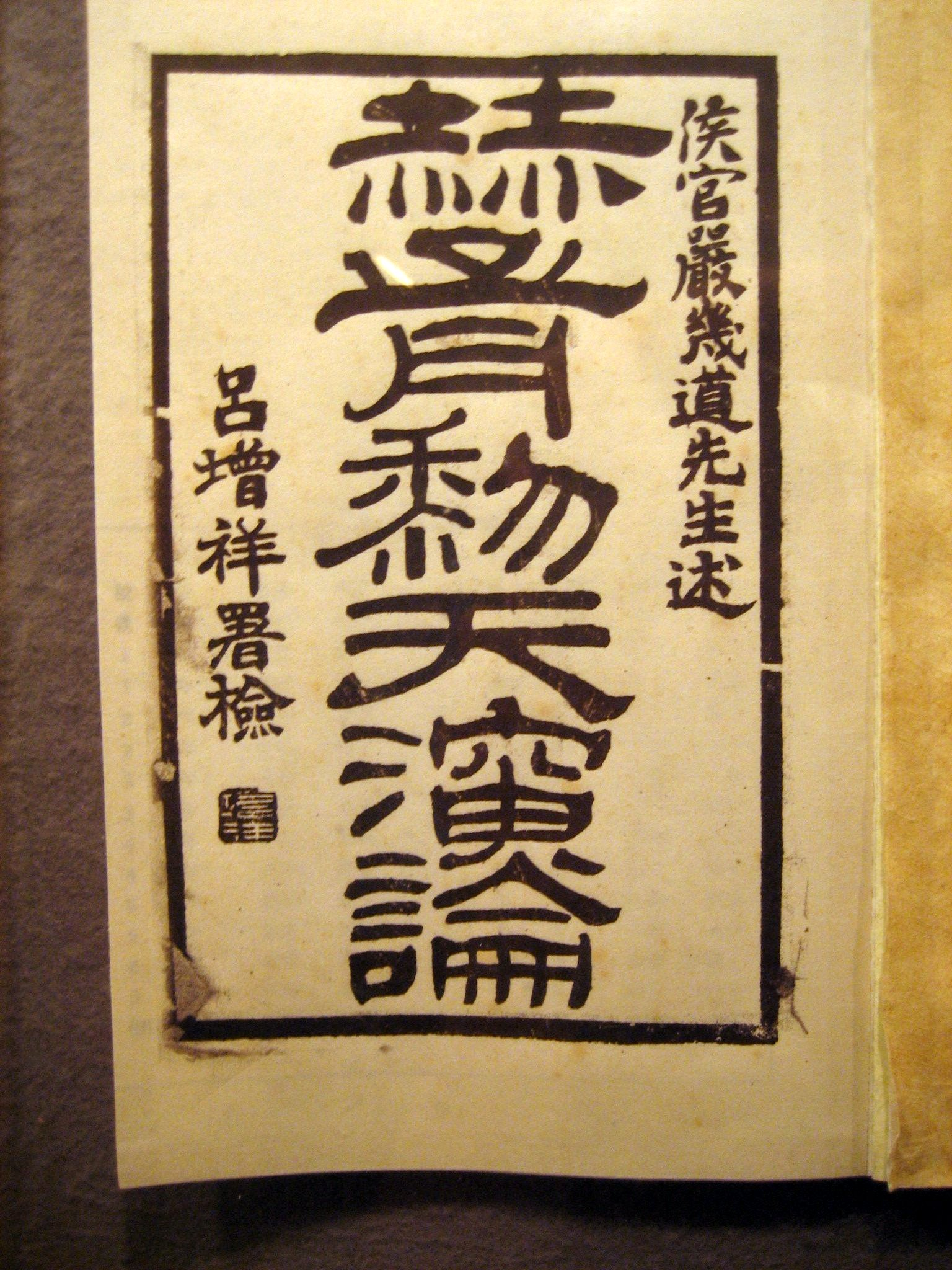
Evolution and Ethics de Thomas Henry Huxley, traduit par Yan Fu en 1898.

De 1898 à 1902, Lu Xun continue son parcours à l’École navale de Nankin, parce qu’on n'y demande pas de frais de scolarisation, puis à l’École des chemins de fer et des mines, qui est rattachée à l'École militaire de Nankin. L'enseignement qui y est délivré est de type occidental, avec des cours d'allemand, de géologie, de chimie, etc. C'est alors que « j'en vins peu à peu à la conclusion que les médecins chinois n'étaient, consciemment ou non, que des escrocs. « À cette époque, il demande qu’on lui fabrique trois sceaux, le premier portant l’inscription « Les paroles me dupèrent », le deuxième « L’homme sort l’épée », le troisième « Étudiant sur un cheval de bataille », traçant le portrait d'un jeune homme déterminé à se battre ».
Durant ses études à Nankin, Lu Xun découvre la théorie de l'évolution de Darwin et le darwinisme social, à travers l'ouvrage de Thomas Henry Huxley, Evolution and Ethics, dont la traduction faite par Yan Fu est assortie de commentaires sur la situation chinoise. Il découvre aussi la littérature occidentale grâce aux traductions faites par Lin Shu. Lu Xun s'intéresse en particulier à certaines œuvres dont la thématique est aisément transposable au contexte chinois, celui de la soumission des Han aux Mandchous : Ivanhoé de Walter Scott ou encore La Case de l'oncle Tom de Harriet Beecher Stowe.

### Le séjour au Japon
Diplômé de l'École des chemins de fer et des mines en 1902, Lu Xun quitte la Chine pour le Japon et étudie le japonais dans une école préparatoire, l’institut Kobun de Tokyo. Il décide en 1903, à l'instar de nombreux autres étudiants chinois au Japon, de couper sa natte, symbole de l'oppression mandchoue sur les Han. Il traduit Jules Verne, écrit des essais sur les découvertes géologiques, et découvre, en japonais et en allemand, les œuvres de Byron, Shelley, Heine, Pouchkine, Lermontov, Mickiewicz, Petöfi…
Suivent des études à la faculté de médecine de Sendai (la future faculté de médecine de l’Université du Tōhoku) de 1904 à 1906, ville où il est bien accueilli, y étant à son arrivée le premier étudiant étranger. En butte, malgré tout, à l'hostilité de certains étudiants japonais, il se lie avec l'un de ses professeurs, M. Fujino.

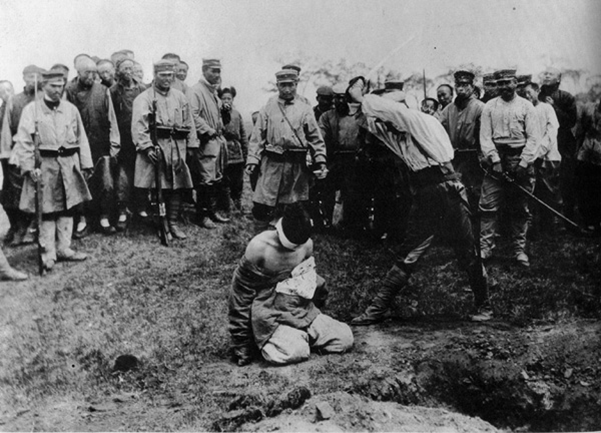
Exécution d'un espion lors de la guerre russo-japonaise, aux environs de Kaiyuan en Chine, en 1905.

En 1906, à la fin d'un cours, il assiste à la projection de diapositives d'actualités sur la guerre russo-japonaise. L'une de ces images, montrant l'exécution publique d'un Chinois accusé d'espionnage, et dont il raconte dans la préface de Cris le bouleversement qu'elle lui causa, lui fait prendre conscience que « la médecine n'est pas tellement importante après tout. Aussi vigoureuse et saine que soit la population d'un pays faible et arriéré, elle ne pouvait servir que […] de public à spectacle aussi absurde. […] La première chose à faire était de changer les mentalités ». Et, conclut-il, « la littérature était le meilleur moyen pour y parvenir ». Il abandonne alors ses études de médecine. À Tokyo, durant les trois années suivantes, il écrit divers essais en chinois classique sur l'histoire de la science, la littérature européenne, la société chinoise et traduit la littérature de plusieurs auteurs étrangers en chinois.

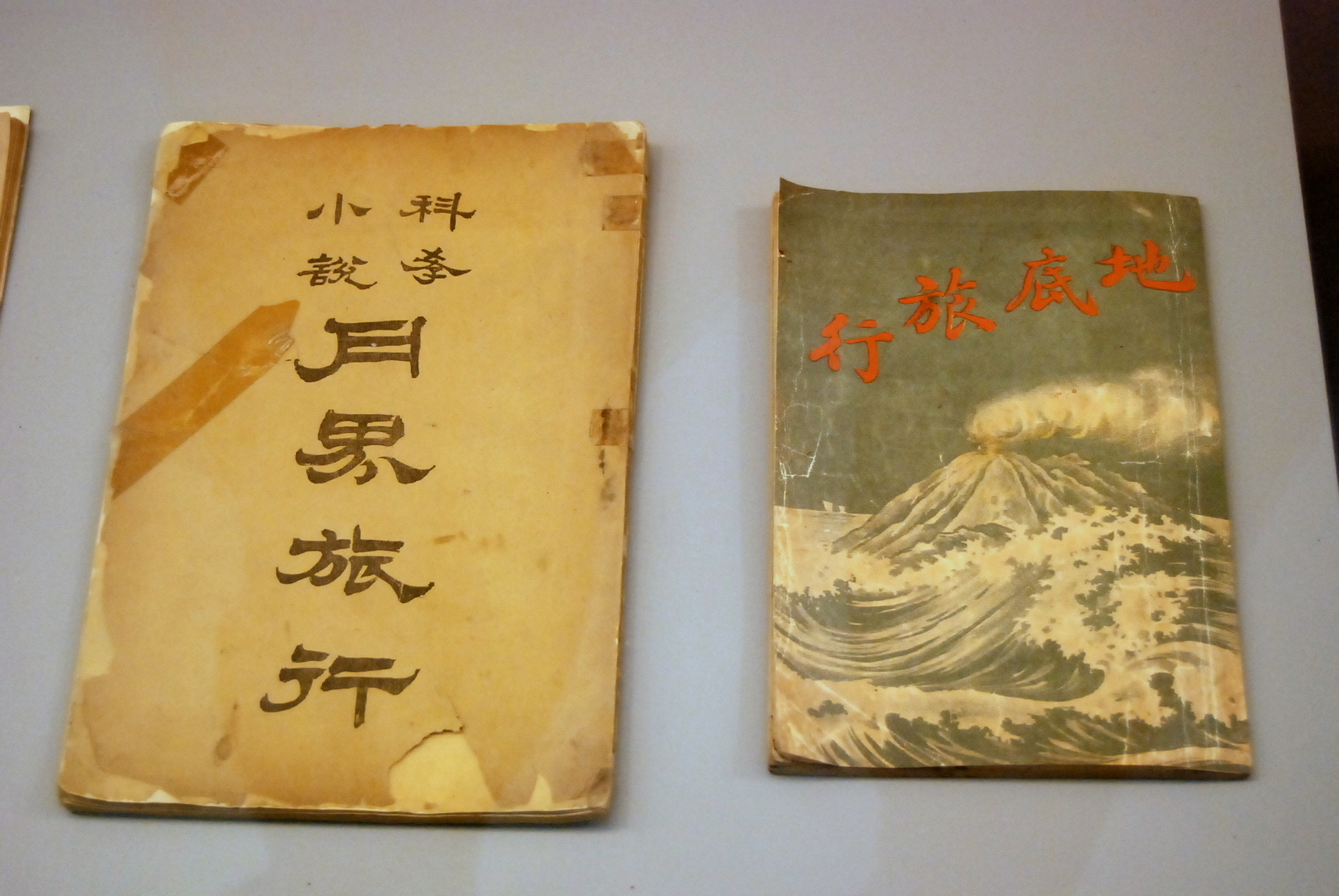
De la Terre à la Lune et Voyage au centre de la Terre de Jules Verne, traduits par Lu Xun sous une forme abrégée à partir d'une version japonaise, en 1903, dans un but de vulgarisation.

En 1908, Lu Xun adhère à la Société de Restauration, une organisation chinoise anti-Qing. Avec d'autres étudiants chinois, Lu Xun suit les événements liés au mouvement révolutionnaire contre la dynastie Qing dans la presse japonaise : assassinat du gouverneur de l'Anhui par Xu Xilin (en), exécution de Qiu Jin… Il fait la connaissance d'un ancien élève de Xu Xilin, Fan Ainong.

### Shaoxing et Pékin
En 1909, Lu Xun retourne en Chine et enseigne la physiologie et la chimie à l’École normale de Hangzhou, puis dans une école de sa ville natale de Shaoxing. En 1911, il assiste à la Révolution républicaine : « En apparence tout avait changé, mais sous la surface, tout continuait comme avant ». Il devient recteur de l’école normale supérieure de Shaoxing et publie la nouvelle En souvenir d’un passé lointain, rédigée en langue classique et ridiculisant le féodalisme. Il soutient la création d'un journal lancé par un groupe de jeunes gens opposés à la nouvelle administration, puis démissionne de son poste.
Lors de l’instauration du gouvernement provisoire après la chute des Qing, sur l'invitation du ministre de l’Éducation Cai Yuanpei, il devient attaché au ministère de l'Éducation.
Lu Xun loge, de 1912 à 1919, à l'auberge de Shaoxing de Pékin. Il traverse une période de dépression et s'adonne à des travaux d'érudition : collecte d'inscriptions de l'époque des Six Dynasties, publication de l'œuvre de Ji Kang... Il évoque cette période dans la préface de son recueil Cris.
L’année 1918 voit la publication, dans la revue Nouvelle Jeunesse, de sa premièrer œuvre en langage parlé, ou baihua, Le Journal d’un fou, qui connaît un succès immédiat. Cette publication fait suite au manifeste pour l'adoption du baihua à l'écrit lancé l'année d'avant par Hu Shi dans la même revue. La nouvelle est considérée comme un texte fondateur pour le Mouvement du 4 mai 1919. C'est à cette occasion que Lu Xun adopte pour la première fois le pseudonyme sous lequel il est connu, Lu étant le nom de famille de sa mère.
En 1920, Lu Xun, opposé à l'orientation radicale voulue par Chen Duxiu, quitte, ainsi que Hu Shi, le comité de rédaction de la revue Nouvelle Jeunesse. Il devient maître de conférence à l'Université de Pékin et à l'École normale supérieure nationale.
1921 voit la parution en feuilleton de la nouvelle La Véritable Histoire de Ah Q. En 1922, Lu Xun traduit Chinmoku no tō (la Tour du silence, 1910) du Japonais Mori Ōgai. En 1923 paraît Cris, recueil de nouvelles où figurent notamment Le Journal d'un fou et Ah Q.
Lu Xun traduit en 1924 Le Symbole de la souffrance du Japonais Kuriyagawa Hakuson, traité de théorie littéraire influencé par la psychanalyse. Il crée la revue Yu si (« Au fil des paroles ») avec, entre autres, son frère Zhou Zuoren, Yu Dafu, Lin Yutang, Qian Xuantong en 1924, puis La Plaine stérile, dont paraissent 32 numéros d'avril à novembre 1925 : « Voici longtemps que je souhaite que la jeunesse de Chine se dresse et se mette à critiquer sans avoir peur la société et la civilisation chinoises, et c'est pourquoi j'ai édité la revue La Plaine stérile ».
En 1925, il soutient la révolte des étudiantes de l'École normale de jeunes filles de Pékin, où il est chargé de cours depuis 1921. Renvoyé de son poste au ministère de l'Éducation, il intente un procès qu'il gagne et réintègre son poste. Au début de l'année 1926 paraît le recueil Sous le dais fleuri, qui regroupe les essais parus au cours de l'année 1925, dont ceux consacrés à la révolte précitée. Il fonde une association ayant pour objectif de promouvoir la littérature russe en Chine par la traduction des classiques.

### Les dernières années

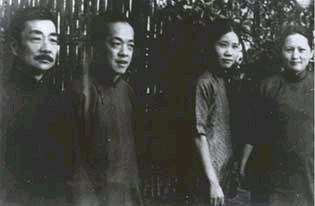
Ligue chinoise des droits de l'homme : Lu Xun (à gauche), Song Qingling (à droite).

D'août à décembre 1926, il est professeur de littérature à Xiamen. En 1927, Lu Xun épouse Xu Guangping, ancienne étudiante de l'École normale de jeunes filles de Pékin. En janvier 1927, il devient doyen de l'université Sun Yat-sen de Canton et responsable de sa faculté de langue et de littérature chinoises. En juillet paraît son recueil de poèmes en prose La Mauvaise Herbe. À la fin de l'année, il devient professeur à l'Université nationale du travail, d'obédience anarchiste, à Shanghai.
En 1928 Lu Xun fonde la revue Le Torrent. Alors qu'en 1928 et 1929 encore, il critique tout à la fois les écrivains refusant de s'engager et la frange la plus radicale des intellectuels, en 1930, il rejoint ces derniers, dont Qu Qiubai, en participant à la création de la Ligue des écrivains de gauche, dont il est l'un des principaux dirigeants jusqu'en 1936, tout en restant isolé au sein du comité directeur, proche des communistes. En 1930 encore, il est l'un des fondateurs de la Ligue chinoise pour la liberté. En 1933, il fonde, en collaboration avec Song Qingling et de nombreux intellectuels, la Ligue chinoise des droits de l’homme. Durant les derniers mois de son existence, au sein de la Ligue des écrivains de gauche, Lu Xun s'oppose à la politique de réconciliation avec le Guomindang préconisée par la direction du parti communiste chinois et à la soumission de la création à la politique du parti, et notamment à Zhou Yang, représentant du parti au sein de la ligue à Shanghai. Critiqué par Guo Moruo, proche du parti, il reçoit le soutien de Mao Dun et Feng Xuefeng.
Au cours des dix dernières années de sa vie, il traduit de nombreux ouvrages, principalement d'auteurs russes : les essais littéraires de Plekhanov, Lounatcharsky, des contes de Gorki, Les Âmes mortes de Gogol… Il travaille à la promotion de la gravure sur bois et contribue à faire découvrir les œuvres de Frans Masereel, Käthe Kollwitz, Carl Meffert ou George Grosz,,,.
Il meurt de tuberculose en 1936.

## Regards sur l'œuvre
« Lu Xun est essentiellement l'auteur de nouvelles, de brefs essais, d'articles polémiques qui valent par leur ironie et une sensibilité souvent masquée » — Lucien Bianco.
Les années 1921 à 1927 sont les plus fécondes de la carrière de Lu Xun. Après quoi, il se consacre principalement au combat politique, écrivant essentiellement des essais. Son œuvre, en dehors des essais, est relativement peu abondante et révèle un monde intérieur marqué par le pessimisme. Sa dénonciation de la Tradition s'accompagne d'une connaissance profonde de la culture classique, comme en témoignent ses travaux d'érudition, ses poèmes en langue classique ou ses Contes anciens à notre manière.

### Nouvelles
Lu Xun est l'auteur de trois recueils de nouvelles : Cris, Errances, paru en 1926, et Contes anciens à notre manière.
Cris, paru en 1923, regroupe quatorze nouvelles publiées précédemment en revue, entre 1918 et 1922, précédées d'une préface. Le Journal d'un fou, paru en 1918 dans Nouvelle Jeunesse, qui ouvre le recueil, est la première œuvre de la littérature chinoise moderne écrite en chinois vernaculaire (à l'exception de la préface, en chinois littéraire). Suivent Kong Yiji, Le Remède, Demain, Un incident, Histoire de cheveux, Tempête dans une tasse de thé, Mon village, La Véritable Histoire de Ah Q, satire de la Révolution de 1911, La Fête du Solstice d'été, La Lumière blanche, Lapins et Chats, La Comédie des canards, Le Théâtre des dieux.
Lu Xun explique le titre dans la préface : « Il m'arrive de temps à autre de lancer un cri d'appel pour stimuler les combattants qui galopent dans la solitude, pour qu'ils ne perdent pas courage ». En 1926, il précisera encore sa pensée : « J'ai, entre autres, un faible qui me porte préjudice, et qui consiste à lancer de temps à autre un cri, afin de rendre les choses plus vivantes pour chacun de nous ».
Contes anciens à notre manière, paru en 1935, regroupe huit nouvelles, dont les sujets sont empruntés à la mythologie ou à l'histoire antique. Ces textes font également écho aux événements de son époque pour en faire la critique.

### Essais
Lu Xun est l'auteur de six à sept cents essais, textes courts généralement publiés en revue, puis regroupés en recueil. Il y critique la civilisation et la société chinoises, l'impérialisme, y défend la jeunesse et l'émancipation des femmes.
Cette activité de journaliste est d'une grande diversité tant par la forme (articles polémiques, réflexions, critiques...) que par les sujets traités. Mais cette diversité apparente n'empêche pas une unité profonde, qui se manifeste au travers de certains thèmes dominants, comme l'interrogation sur le « caractère des Chinois » ou la mission de la littérature, conçue comme un cri d'appel pour réveiller les consciences. Si la littérature a en commun avec la révolution le refus de l'ordre des choses, elle s'en sépare dès lors que la révolution, une fois victorieuse, devient un nouveau pouvoir,.
- La Tombe, paru en 1927, comprend des textes de 1907 et d'autres écrits entre 1918 et 1925.
- Sous le dais fleuri, paru au début de l'année 1926, regroupe les essais de l'année 1925 et traite, entre autres, du Mouvement du 30 mai et de la révolte des étudiantes de l'École de jeunes filles de Pékin.
- Sous le dais fleuri II, paru en 1927, regroupe les essais de l'année 1926 ainsi qu'un texte de 1927.

On y trouve notamment les textes que Lu Xun a consacré au massacre du 18 mars 1926. À la suite d'un incident provoqué par l'armée japonaise sur les côtes chinoises, une manifestation contre l'impérialisme japonais est organisée le 18 mars 1926 à Pékin. Les troupes de Duan Qirui, alors au pouvoir à Pékin, tirent sur les manifestants, faisant 47 morts et des centaines de blessés. Au nombre des morts on compte deux élèves de l'École normale de jeunes filles, dont Liu Hezhen. Le jour même, Lu Xun dénonce le massacre dans « Roses non épanouies II » et rend hommage à son ancienne élève dans « À la mémoire de Mlle Liu Hezhen » deux semaines plus tard : « Ces jeunes filles qui ont essayé de se porter secours sous les balles qui pleuvaient, au mépris de leur propre sécurité, témoignent hautement du courage des femmes chinoises qui a persisté tout au long de millénaires de machinations et de répressions exercées contre elles ».
- La Littérature en dentelles, paru en 1936, regroupe soixante-deux essais datant de 1934. Ils ont d'abord paru (pour une bonne part dans un journal de Shanghai, le Shen Bao) sous vingt-sept pseudonymes, afin de contourner la censure du Guomindang. Le titre reprend l'expression utilisée par un membre du parti communiste chinois, accusant Lu Xun d'être à la solde des Occidentaux : en effet les opinions publiés dans les journaux l'étaient souvent dans un cadre orné d'un motif de dentelle ; par ailleurs, le tael, monnaie d'argent, était aussi appelé « dentelle » en raison de sa bordure gravée[55].

### Poésie

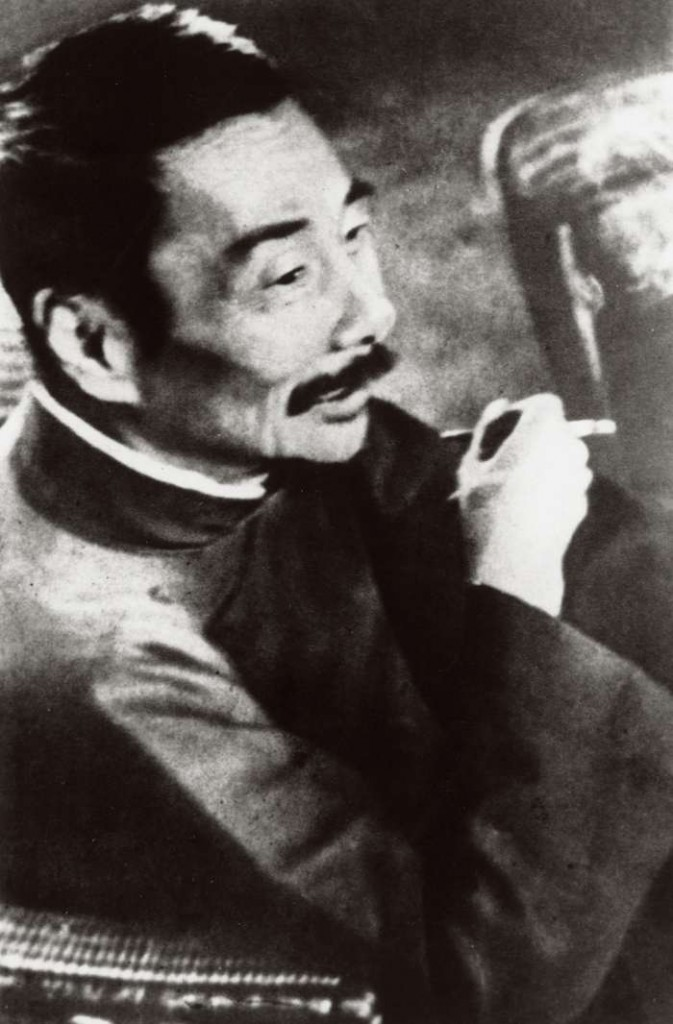
Lu Xun en 1936.

Lu Xun est l'auteur d'un recueil de poèmes en prose, La Mauvaise Herbe, publié en juillet 1927. Le recueil est composé de vingt-trois poèmes en prose, tous écrits à Pékin en 1924 et 1925 (sauf les deux derniers, datant de 1926), et parus initialement, avec le prologue (écrit à Canton), dans la revue Au fil des paroles (Yu si). Le recueil est dans l'ensemble d'une tonalité pessimiste, voire nihiliste, notamment les poèmes « Les Adieux de l'ombre » ou « Épitaphe ». « Parmi les traces de sang pâli » a été écrit en avril 1926 et fait partie des textes composés à la suite du massacre du 18 mars.
L'« une des œuvres les plus obscures » de Lu Xun, La Mauvaise Herbe est en grande partie d'inspiration onirique, nombre de poèmes se présentant comme la transcription de rêves.
En 1929, le recueil est sévèrement critiqué par Jeunesse léniniste, journal officiel de la jeunesse communiste chinoise, en raison de son pessimisme et de son défaitisme. Pour Liu Xiaobo, « ce recueil constitue à la fois le sommet de sa création et la tombe qu'il a lui-même creusée » ».
Il a aussi écrit soixante-dix-sept poèmes en vers, pour la plupart de style classique. Dix-neuf d'entre eux ont été traduits en français par Michelle Loi.
En deuil de Yang Quan

Comment garder l'élan heureux

des anciens jours

Fleurs épanouies ou fleurs fanées,

que m'importe

La pluie du Sud aidant à mes larmes,

qui l'aurait cru
— Lu Xun

## Liste des principales œuvres
- Le Journal d'un fou (狂人日记 / 狂人日記, Kuángrén rìjì), 1918 — Nouvelle
- La Véritable Histoire de Ah Q (阿Q正傳, Ā Q zhèngzhuàn), 1921 — Nouvelle
- Cris (呐喊, Nà hǎn), 1923 — Nouvelles
- Vents chauds (热风 / 熱風, Rèfēng), , 1925 — Essais
- Errances (彷徨 / 徬徨, Pǎng huáng), 1926 — Nouvelles
- Sous le dais fleuri (华盖集 / 華蓋集, Huágài jí), 1926 — Essais
- Fleurs du matin cueillies le soir (朝花夕拾, Zhāo huā xī shí), 1927 — Essais
- La Tombe (坟 / 墳, Fén), 1927 — Essais
- Sous le dais fleuri II, 1927 — Essais
- La Mauvaise herbe (野草, Yěcǎo), 1927 — Poèmes en prose
- Et voilà tout (而已集, Éryǐ jí), 1928 — Essais
- Une brève histoire du roman chinois (中国小说史略 / 中國小說史略, Zhōngguó xiǎoshuō shǐ lüè), 1930 — Essai
- Triples loisirs (三闲集 / 三閒集, Sān xián jí), 1932 — Essais
- Contes anciens à notre manière, 1935 — Nouvelles
- La Littérature en dentelles, 1936 — Essais

## Postérité
Après la Libération de 1949, Lu Xun est célébré par le régime maoïste : anciennes demeures transformées en musée, parcs et statues portant son nom... Cependant, parmi les personnalités chargées de le célébrer, figurent certains de ses anciens ennemis, devenus des officiels du nouveau régime, tels Guo Moruo ou Zhang Shizhao. Inversement le silence est fait sur ses liens avec Qu Qiubai ou Lin Yutang, tandis que d'anciens amis de Lu Xun sont victimes d'épurations, comme Hu Feng en 1955, Feng Xuefeng lors de la campagne des cent fleurs. Tous les musées consacrés à Lu Xun sont restés fermés pendant la Révolution culturelle. Plus récemment, à l'occasion de la rentrée 2010, presque tous les textes de Lu Xun qui figuraient dans les manuels scolaires chinois en ont été retirés, notamment pour laisser la place à des auteurs plus contemporains comme Au fil de la plume de Ba Jin, œuvre critique envers la Révolution culturelle.
Le parc Lu Xun, à Shanghai, contient sa tombe (zh) et un musée qui lui est consacré. À propos de la statue de Lu Xun érigé dans ce parc, Zhou Zuoren, son frère, écrit : « Comment ce personnage trônant pourrait-il constituer le portrait d'un homme qui avait précisément horreur des poses solennelles ? ».
La maison de Lu Xun, à Shaoxing, restitue l'ambiance d'une demeure de fonctionnaire aisé résidant en province. C'est dans ce cadre que l'écrivain passa son enfance. En face, la Maison des Trois Senteurs est l'école privée où Lu Xun fut écolier.
Le musée Lu Xun (en) à Pékin se trouve dans l'ancienne demeure de l'écrivain.
La maison de Lu Xun, à Shanghai, est située dans l'ancien lilong The Continental Terrace. C'est dans cette maison que Lu Xun passa les trois dernières années de sa vie (1933 à 1936).
Le cratère Lu Hsun (en), sur Mercure, et l'astéroïde (233547) Luxun sont nommés en l'honneur de Lu Xun.

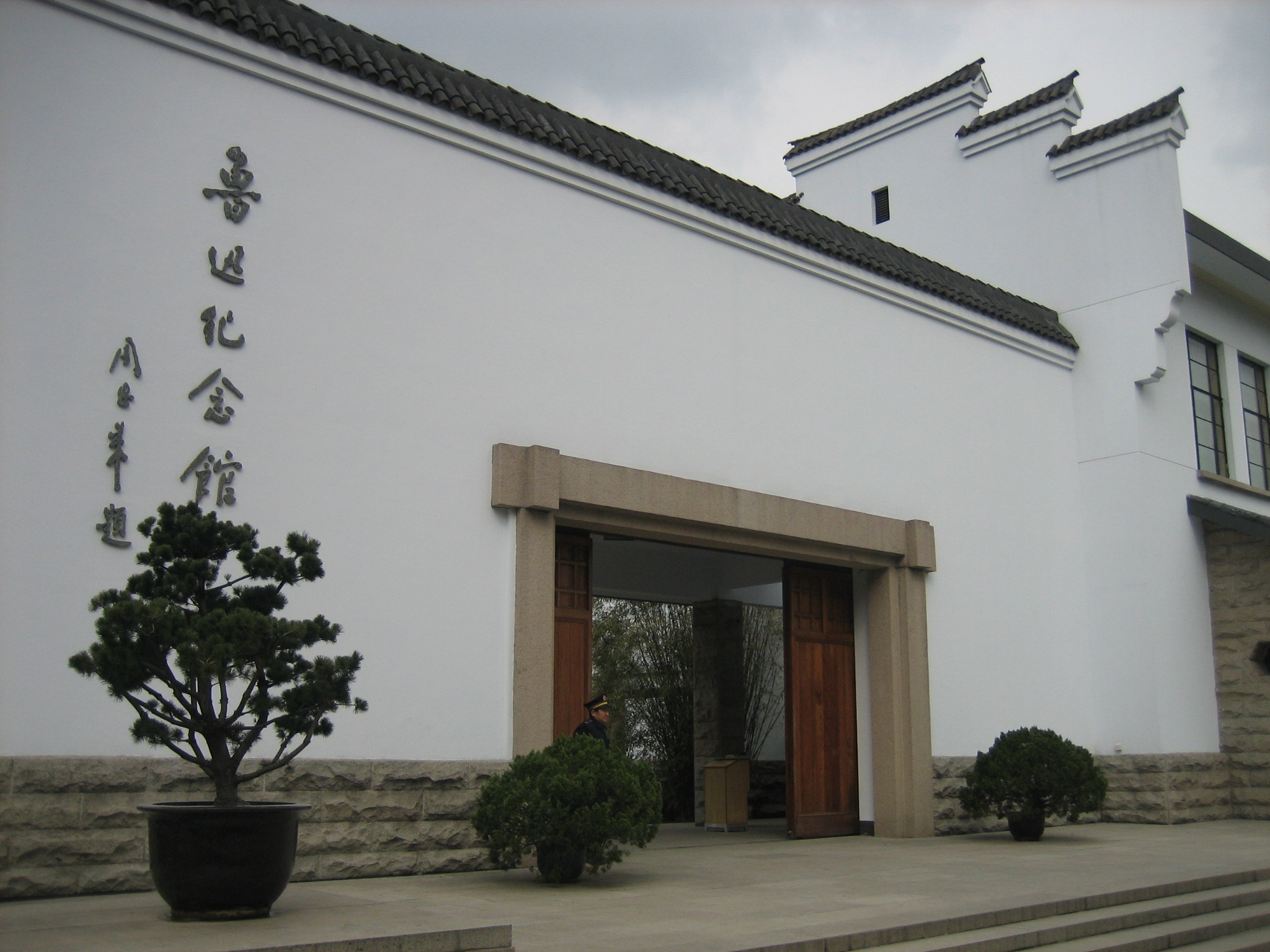
Musée dans le parc Lu Xun.
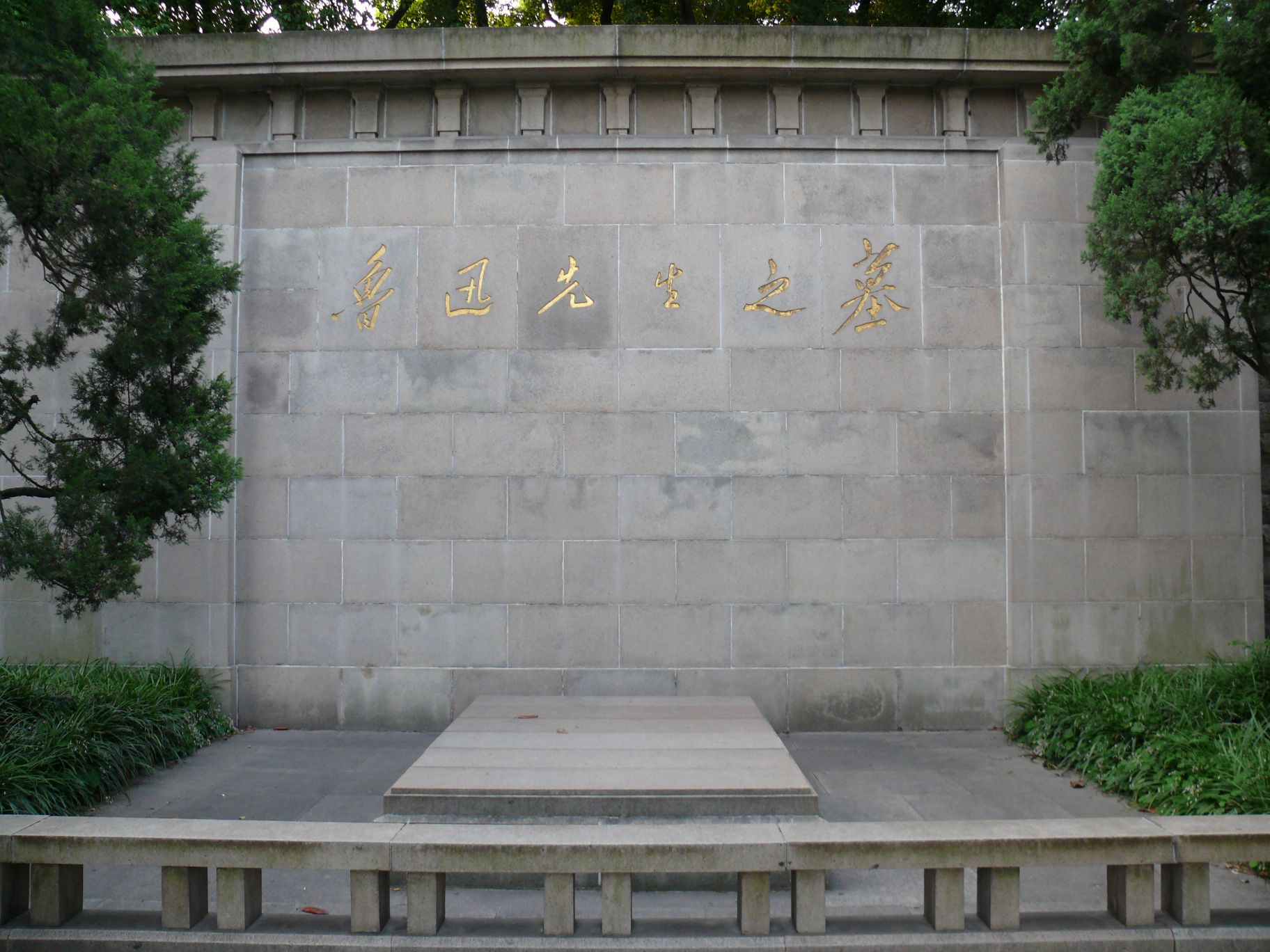
Tombe dans le parc Lu Xun — Inscription calligraphiée par Mao Zedong.
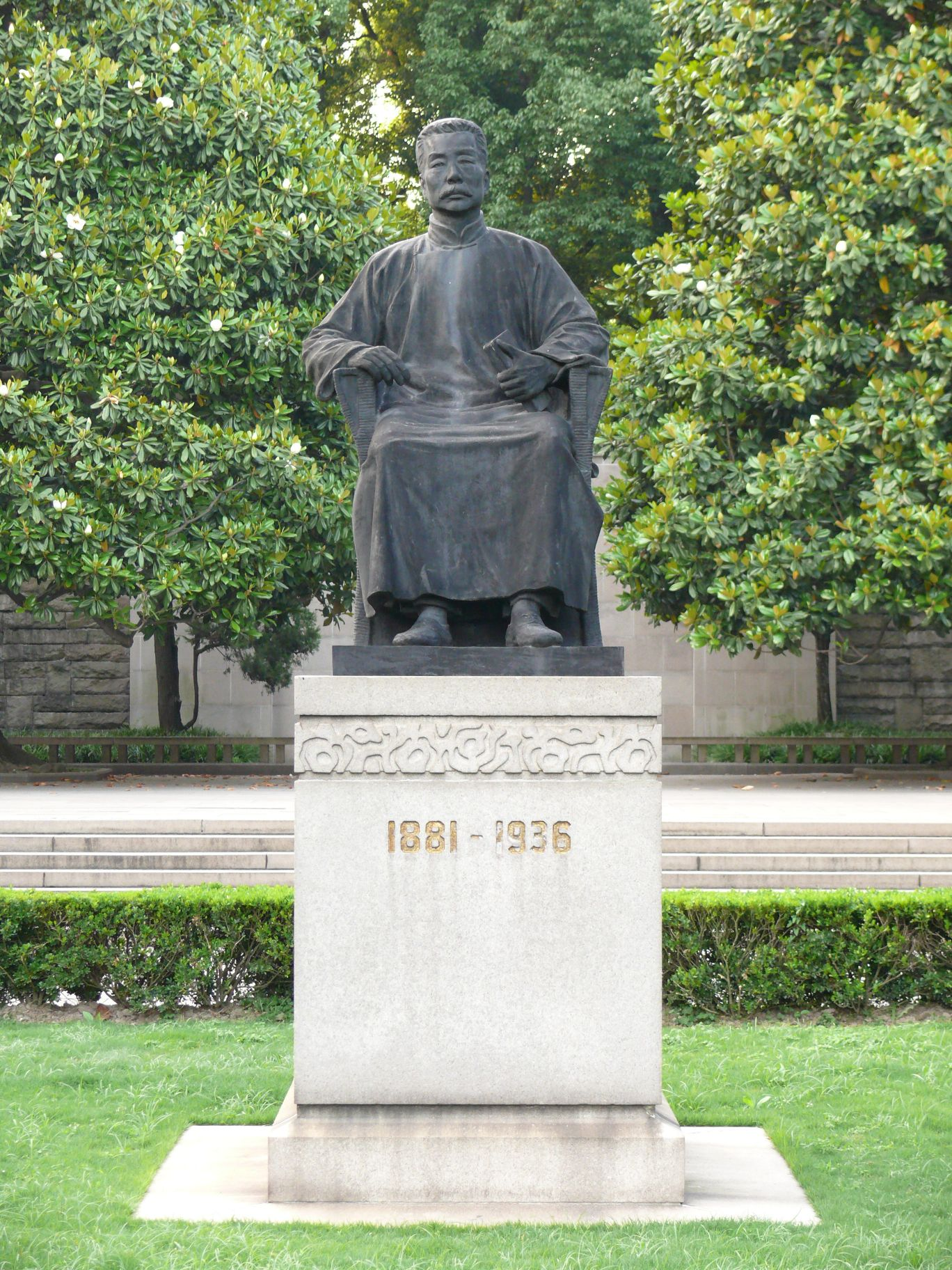
Statue dans le parc Lu Xun.